# 马梅尔斯区
马梅尔斯区（法語：Arrondissement de Mamers）是法国卢瓦尔河地区大区萨尔特省所辖的一个区。总面积1615平方公里，总人口151403，人口密度52人/平方公里（2018年）。主要城镇为马梅尔斯。

## 辖区
马梅尔斯区辖有191个市镇。